# Andijk
Andijk este o comună și o localitate în provincia Olanda de Nord, Țările de Jos.